# Domingo Esguerra Plata
Domingo Esguerra Plata (Falan, 28 de marzo de 1875-Bogotá, 1965) fue un abogado colombiano, miembro del Partido Conservador Colombiano.
Se desempeñó como Ministro de Relaciones Exteriores de Colombia, Embajador de Colombia en Brasil y Embajador de Colombia en el Reino Unido.

## Carrera
Graduado en Juris Doctor por la Universidad Repúblicana de Bogotá (ahora Universidad Libre de Colombia) el 26 de junio de 1896, realizó su maestría en el texto de La Doctrina Monroe fue un relato completo de la Doctrina Monroe y fue muy apreciada por sus contemporáneos.
El 4 de septiembre de 1906, Esguerra fue nombrado de primer secretario de la Legación de Colombia en el Reino Unido de Gran Bretaña e Irlanda bajo la dirección de Ignacio Gutiérrez Ponce, el enviado de Colombia al Gobierno de Su Majestad Británica. El 8 de octubre de 1908 fue ascendido al rango de ad honorem, pero fue trasladado pocos días después, el 13 de octubre, a la legación en el Imperio Alemán manteniendo aún el mismo rango, esto fue a instancias de su amigo Gutiérrez quien ahora sirvió como enviado al gobierno de Su Majestad Real e Imperial Germánica.
Regresó a Colombia en los primeros meses de 1909 y fue nombrado Ministro de Hacienda y Tesoro de Colombia por el presidente Rafael Reyes Prieto en reemplazo de Nemesio Camacho Macías por un período muy corto, el nombramiento tenía como objetivo cumplir con el protocolo ya que el mandato del presidente Reyes terminaba un unas semanas después. Al año siguiente, Esguerra fue nombrado Agente Financiero de las misiones diplomáticas en Europa en Londres. Con la inauguración de la Sociedad de Naciones en Ginebra, Esguerra fue nombrado Consejero de la Legación de Colombia ante la Primera Conferencia de la Sociedad de Naciones el 16 de enero de 1920. En 1922 regresó a Londres esta vez como Cónsul General.
Esguerra fue condecorado con la Orden del Sagrado Tesoro por el Gobierno de Japón, la Orden de la Cruz del Sur por el Gobierno de Brasil, la Orden del Libertador por el Gobierno de Venezuela., la Orden al Mérito por el Gobierno del Ecuador, y la Orden de Boyacá por el suyo, el Gobierno de Colombia. También fue miembro y 3 veces Presidente de la Sociedad Bolivariana de Colombia, y Miembro Honorario de la Real Academia de Jurisprudencia y Legislación de Madrid.
En octubre de 1933 fue designado como 1.er enviado extraordinario y ministro plenipotenciario de Colombia al Japón por el presidente Enrique Olaya Herrera con la misión de establecer vínculos diplomáticos directos con La Tierra del Sol Naciente. Viajó de Londres a Washington D. C. para reunirse con su colega Fabio Lozano Torrijos, enviado extraordinario y ministro plenipotenciario de Colombia en Estados Unidos y luego viajó a Montreal desde donde viajó en tren hasta Vancouver y zarpó hacia Japón vía Honolulu. Llegó al puerto de Yokohama, Japón, el 20 de abril de 1934 y desde allí viajó a Tokio, donde el 28 de abril de 1934 presentó sus Cartas Credenciales al Emperador Hirohito.

## Vida personal
Nació el 28 de marzo de 1875 en el pueblo de Santana de las Lajas (hoy Falán ) entonces parte del Estado del Tolima, Estados Unidos de Colombia. Sus padres fueron Domingo Esguerra Ortiz y Dolores Plata Bernal, pero se crio en la casa de su tío paterno Nicolás tras el asesinato de su padre en 1897, y permaneció allí después de la muerte de su madre en 1901. Se casó el 8 de marzo de 1905 con Paulina Rueda Vargas, quien falleció en 1946, y se volvió a casar en junio de 1948 con Susana Flórez Marino quien le sobrevivió cuando falleció en Bogotá, DC, no tuvo sucesión de ninguno de los matrimonios.

## Trabajos seleccionados
- Esguerra Plata, Domingo (1896). La Doctrina Monroe (Thesis). Bogotá: Casa Editorial de J. & L. Pérez. ISBN 9781103804641. OCLC 447664714.